# 5075 Горячев
5075 Горячев (5075 Goryachev) — астероїд головного поясу, відкритий 13 жовтня 1969 року.
Тіссеранів параметр щодо Юпітера — 3,497.